# Cingoli
Cingoli este o comună din provincia Macerata, regiunea Marche, Italia, cu o populație de 9.957 de locuitori (31/12/2019) și o suprafață de 148,2 km².

## Demografie
Cingoli - evoluția demografică

|  | Graficele sunt indisponibile din cauza unor probleme tehnice. Mai multe informații se găsesc la Phabricator și la wiki-ul MediaWiki. |

Date: Recensăminte sau birourile de statistică - grafică realizată de Wikipedia